# Gyldendals legat
Gyldendals legat var ett norskt litterärt pris som delades ut årligen 1934–1995 av Gyldendal Norsk Forlag. Priset skulle gå till ett speciellt betydande författarskap, oberoende av vilket förlag författaren tillhörde. Grundkapitalet till priset kom från utgivningen av Bjørnsons samlede verker 1932.
Från 1996 vidarefördes Gyldendals legat som Gyldendalprisen för «särskilgt betydande författarskap» och (sedan 1998) Sult-priset för «eminent yngre författarskap».

## Pristagare
- 1934 – Olav Duun

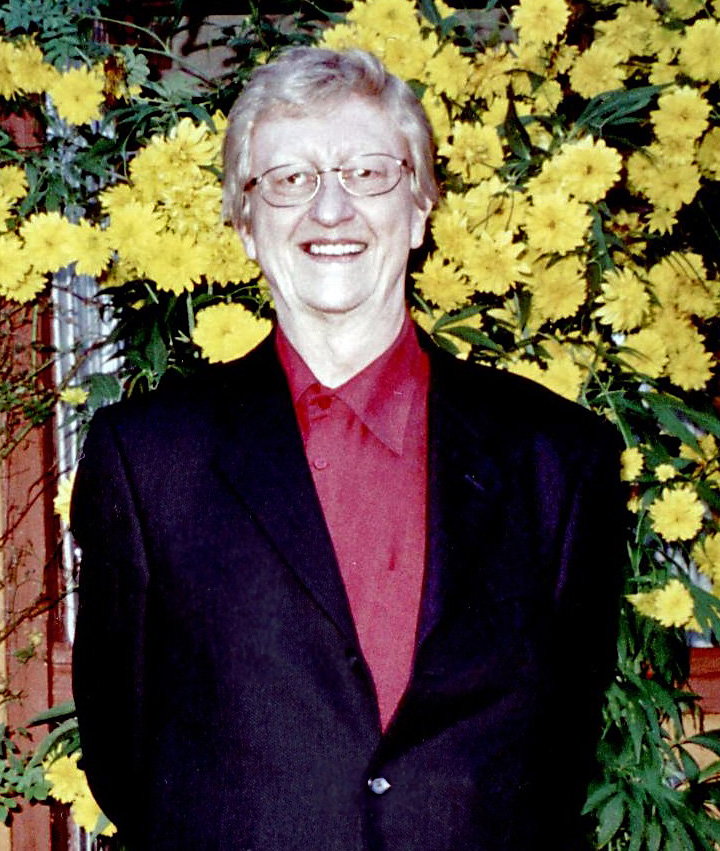
Hans Herbjørnsrud fick priset 1987

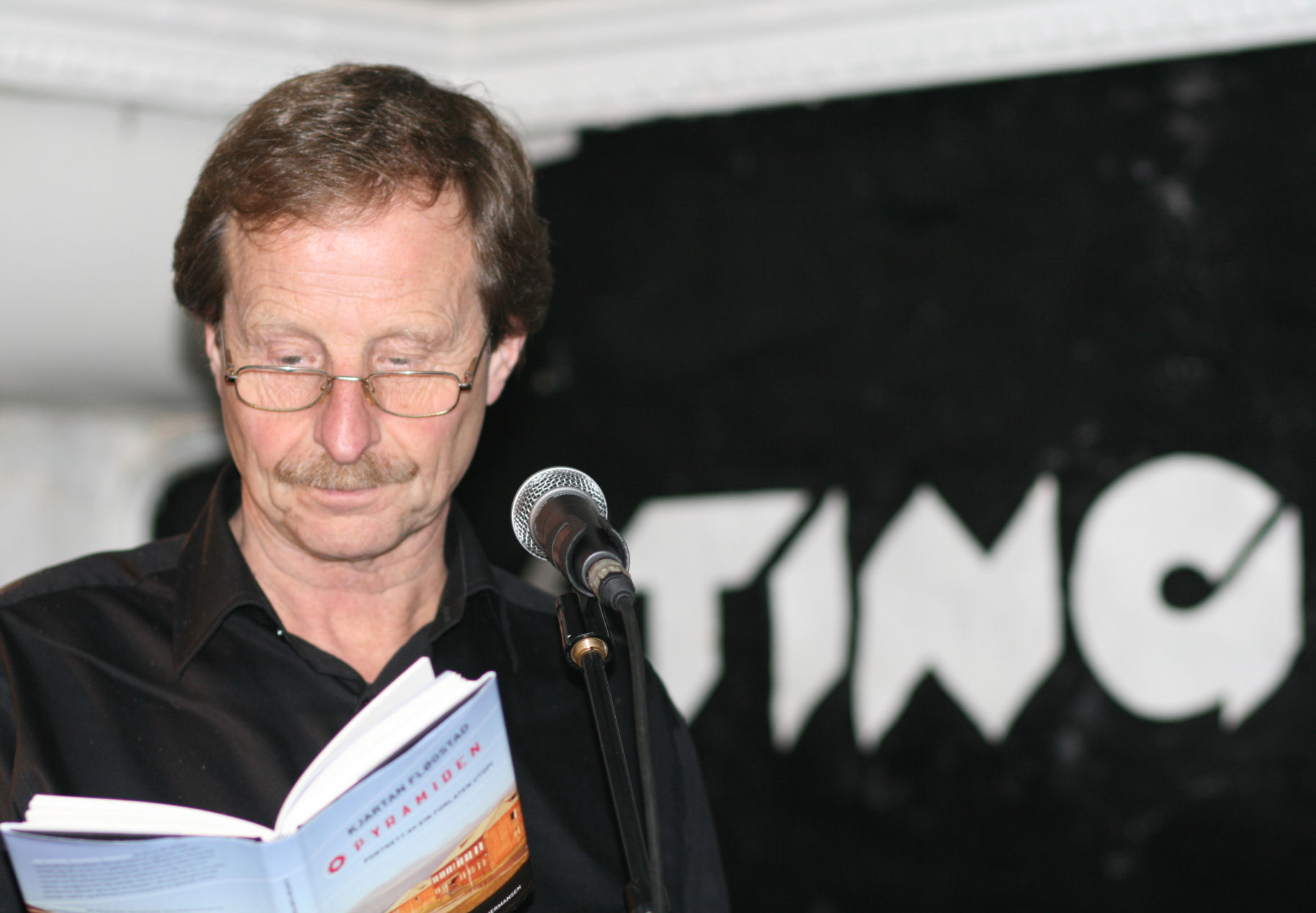
Kjartan Fløgstad fick priset 1991

- 1935 – Peter Egge, Herman Wildenvey och Arnulf Øverland
- 1936 – Gabriel Scott
- 1937 – Cora Sandel
- 1938 – Arthur Omre
- 1939 – Johan Falkberget
- 1940 – Sigurd Christiansen, Ronald Fangen och Sigurd Hoel
- 1941 – Gunnar Reiss-Andersen och Kristian Elster
- 1942 – Inge Krokann
- 1943 – Tarjei Vesaas
- 1944 – Inger Hagerup
- 1945 – Johan Borgen
- 1946 – Emil Boyson, Ernst Orvil och Tore Ørjasæter
- 1947 – Nils Johan Rud
- 1948 – Ingeborg Møller och Aksel Sandemose
- 1949 – Gunnar Larsen och Magnhild Haalke
- 1950 – Egil Rasmussen och Hans Henrik Holm
- 1951 – Gunvor Hofmo
- 1952 – Jakob Sande och Mikkjel Fønhus
- 1953 – Engvald Bakkan
- 1954 – Agnar Mykle och Terje Stigen
- 1955 – Bjørn Rongen och Alfred Hauge
- 1956 – Sigbjørn Hølmebakk
- 1957 – Eivind Tverbak och Halldis Moren Vesaas
- 1958 – Astrid Tollefsen
- 1959 – Alf Larsen och Åge Rønning
- 1960 – Finn Bjørnseth
- 1961 – Johannes Heggland och Per Bronken
- 1962 – Bergljot Hobæk Haff
- 1963 – Åsta Holth, Arnold Eidslott och Ola Viker
- 1964 – Aslaug Låstad Lygre och Odd Hølaas
- 1965 – Marie Takvam och Gisken Wildenvey
- 1966 – Georg Johannesen och Odd Winger
- 1967 – Kåre Holt och Per Hansson
- 1968 – Jan Erik Vold
- 1969 – Knut Faldbakken
- 1970 – Espen Haavardsholm, Sigmund Skard och Merete Wiger
- 1971 – Tor Obrestad
- 1972 – Jens Bjørneboe
- 1973 – Tor Edvin Dahl
- 1974 – Emil Boyson, Nils Johan Rud, Gunvor Hofmo, Bergljot Hobæk Haff och Tor Åge Bringsværd
- 1975 – Pål Sundvor
- 1976 – Finn Carling och Sigurd Evensmo
- 1977 – Jan Jakob Tønseth
- 1978 – Olav Nordrå och Arne Ruste
- 1979 – Cecilie Løveid och Wera Sæther
- 1980 – Marta Schumann och Tormod Haugen
- 1981 – Gidske Andersen och Stein Mehren
- 1982 – Ola Bauer och Ketil Gjessing
- 1983 – Karin Bang och Terje Johanssen
- 1984 – Mari Osmundsen och Simen Skjønsberg
- 1985 – Paal-Helge Haugen och Geir Kjetsaa
- 1986 – Inger Elisabeth Hansen och Erland Kiøsterud
- 1987 – Hans Herbjørnsrud och Tor Ulven
- 1988 – Liv Køltzow och Øystein Lønn
- 1989 – Edvard Hoem och Gunnar Staalesen
- 1990 – Sigmund Mjelve och Atle Næss
- 1991 – Kjartan Fløgstad och Herbjørg Wassmo
- 1992 – Sissel Lie, Steinar Løding och Tor Fretheim
- 1993 – Britt Karin Larsen och Thorvald Steen
- 1994 – Kjersti Scheen och Bjørn Aamodt
- 1995 – Torgrim Eggen och Terje Holtet Larsen